# 临江镇 (同江市)
临江镇，是中华人民共和国黑龙江省佳木斯市同江市下辖的一个乡镇级行政单位。

## 行政区划
临江镇下辖以下地区：
临江村、富江村、富强村、富兴村、富国村、富民村、富裕村、富川村、东建村和春潮村。